# La Vie mensongère des adultes
La Vie mensongère des adultes (La vita bugiarda degli adulti) est un roman de l'autrice italienne Elena Ferrante, publié pour la première fois en Italie en novembre 2019 par Edizioni e/o.

## Personnages
- Giovanna Trada: protagoniste adolescente du roman
- Andrea Trada: son père, professeur d'histoire et de philosophie
- Nella Trada: sa mère, professeur de grec et de latin
- Vittoria Trada: sœur d'Andrea et tante de Giovanna
- Costanza: mère d'Ida et Angela, maîtresse d'Andrea
- Mariano: mari de Costanza, professeur d'université
- Angela: meilleure amie d'enfance de Giovanna
- Ida: sœur cadette d'Angela
- Margherita: amie de Vittoria
- Tonino, Corrado, Giuliana: enfants de Margherita et Enzo
- Roberto: jeune doctorant milanais
- Rosario: fils dangereux d'un avocat important
- Don Giacomo: prêtre de la paroisse de Vittoria Trada

## Adaptation
En mai 2020, Netflix annonce une adaptation en série télévisée du roman, La Vie mensongère des adultes. Elle est publiée en janvier 2023. 